# Абрамов Олександр Григорович
Олександр Григорович Абрамов (рос. Александр Григорьевич Абрамов, 1959 р.н.) — російський бізнесмен єврейського походження, який до березня 2022 року був головою ради директорів компанії «Євраз», одного з найбільших виробників сталі в Росії. З 1998 року він створив одну з найбільших металургійних імперій у Росії, в якій працювало 71 591 працівник по всьому світу, з виробництвом сталі 13,57 млн тонн і оборотом 14,1 млрд доларів у 2021 році, що призвело до того, що його широко вважають російським олігархом. Бізнес-партнер і соратник Олександра Фролова та Романа Абрамовича, Абрамов у червні 2021 року був внесений до списку Forbes з оцінкою чистого капіталу у 8 млрд доларів США.

## Молодість і освіта
Абрамов народився в 1959 році в Москві, Росія, СРСР. Має єврейське походження. Закінчив Московський фізико-технічний інститут за спеціальністю «фізика-математика». Спочатку він працював у російській космічній та оборонній програмі, а потім став торговцем металом після того, як державне фінансування скоротилося.

## Кар'єра
ЄВРАЗ є продуктом зростання Росії після фінансової кризи 1998 року, і Абрамов є представником другої хвилі російських олігархів, які почали займатися бізнесом після того, як були захоплені найкращі активи. На відміну від першої хвилі політично пов'язаних олігархів, таких як Михайло Ходорковський і Володимир Потанін, Абрамов не мав ані політичних важелів впливу, ані фінансових ресурсів, щоб допомогти йому отримати вигоду від хаотичної російської приватизації 1990-х років.
У 2000-х роках «Євраз-Холдинг» став однією з найбільш агресивних вертикально-інтегрованих бізнес-груп в Росії й в усьому світі. Зараз активи включають рудні шахти та металургійні заводи в Росії, металургійні заводи в Північній Америці та Казахстані, а також російську вугільну компанію ПАТ «Распадська».
У червні 2005 року ЄвразХолдинг був зареєстрований на Лондонській фондовій біржі. Через п'ять місяців Абрамов залишив посаду президента групи, але залишається членом правління. У 2019 році Абрамов разом з іншими директорами продав акції компанії на 160 мільйонів доларів. Він пішов у відставку з правління EVRAZ plc у березні 2022 року

## Комерційне підприємництво

### Торгівля
Він використовував свої контакти з металургійними заводами Росії, які використовували високотемпературні технології, і пропонував свої послуги не як науковець, а як металотрейдер. Трейдинг був популярним і швидким способом заробітку в Росії на початку 1990-х років. Економіка падала, неплатежі були хронічною проблемою, і будь-яка пропозиція готівки від трейдера віталася заводами. До 1997 року торгівля була менш прибутковою, і багатьом торговим компаніям, включаючи Абрамова, виробники заборгували великі суми. Абрамов почав скуповувати заводи та обмінювати борги на акції Нижньотагільського металургійного комбінату, а також купував частки в його заводі з виробництва рейок в інших акціонерів.

### Поглинання, монополії та фабрики
У той час як перша хвиля російських олігархів захопила всі активи, які могли, Абрамов придбав їх набагато більш цілеспрямовано. Він вирішив побудувати монополію на залізничну та сталеву конструкцію та шукав фабрики, які б забезпечили йому синергію. Єдині інші великі заводи, що виробляли цю продукцію, були в промисловому регіоні Кемерово, де також розташовані найбільші вугільні шахти Росії. Використовуючи свої старі торговельні контакти з босами вугільних шахт, Абрамова познайомили з Аманом Тулєєвим, популістським губернатором регіону.

### Створення робочих місць у вакуумі збанкрутілих заводів
Два заводи, якими цікавився Абрамов, у 1998 році перебували в стані банкрутства. Зарплати не виплачувалися до восьми місяців, почалися страйки.

#### Угода: менеджери для заводів
Тулєєву потрібні були хороші менеджери. Абрамову були потрібні два заводи, і незабаром угода була укладена.
Як державний кредитор, Тулєєв допоміг призначити зовнішніх менеджерів, лояльних до ЄвразХолдингу, для управління металургійними заводами. Абрамов платив би зарплати та податки, гарантував роботу та підтримував соціальні проєкти Тулєєва.

#### Придбання
У 2007 році ЄВРАЗ придбав Oregon Steel Mills і Claymont Steel.

## Санкції
Абрамов згадується в Законі про протидію супротивникам Америки за допомогою санкцій, оприлюдненому Мінфіном США в січні 2018 року
Під санкціями уряду Великої Британії у 2022 році у зв'язку з російсько-українською війною.

## Особисте життя
Одружений, має трьох дітей, проживає за межами Росії. Захоплюється риболовлею, плаванням, тенісом.